# Чемпионат СССР по волейболу среди мужчин 1978/1979
XLI чемпионат СССР по волейболу среди клубных команд ДСО и ведомств (класс «А») проходил с декабря 1978 по март 1979 года.
В соревнованиях высшей лиги приняли участие команды из 5 союзных республик:
РСФСР (ЦСКА, «Автомобилист» Ленинград, МВТУ Москва, «Динамо» Москва, «Спартак» Петропавловск-Камчатский); УССР («Политехник» Одесса, «Локомотив» Харьков, «Локомотив» Киев, «Звезда» Ворошиловград); ЛатССР («Радиотехник» Рига); КазССР («Дорожник» Алма-Ата), БССР («Мотор» Минск).
Команды провели двухкруговой турнир по туровой системе.
Десятый раз подряд чемпионами становятся волейболисты ЦСКА, не проигравшие ни одной игры и отдавшие соперникам лишь 8 партий. Упорной получилась борьба за 3-е место, где сразу три команды набрали одинаковое количество очков как в чемпионате, так и во встречах друг с другом. В итоге бронзовые медали достались «Звезде» из Ворошиловграда только по разнице партий в личных играх.

## Высшая лига
|                                        | 1       | 2       | 3       | 4       | 5       | 6       | 7       | 8       | 9       | 10      | 11      | 12      | И  | В  | П  | С/П   | О  |
| -------------------------------------- | ------- | ------- | ------- | ------- | ------- | ------- | ------- | ------- | ------- | ------- | ------- | ------- | -- | -- | -- | ----- | -- |
| 1. ЦСКА Москва                         |         | 3:0 3:0 | 3:0 3:1 | 3:0 3:1 | 3:2 3:1 | 3:0 3:1 | 3:0 3:0 | 3:1 3:0 | 3:0 3:1 | 3:0 3:0 | 3:0 3:0 | 3:0 3:0 | 22 | 22 | 0  | 66:8  | 44 |
| 2. «Автомобилист» Ленинград            | 0:3 0:3 |         | 3:2 3:0 | 0:3 3:2 | 3:0 3:1 | 3:0 3:1 | 3:0 3:1 | 3:0 2:3 | 3:2 3:0 | 3:0 3:0 | 3:0 3:0 | 3:0 3:0 | 22 | 18 | 4  | 56:21 | 40 |
| 3. «Звезда» Ворошиловград              | 0:3 1:3 | 2:3 0:3 |         | 3:0 0:3 | 3:0 2:3 | 3:1 3:1 | 2:3 3:0 | 3:0 3:2 | 3:1 3:2 | 3:0 3:0 | 3:0 3:0 | 3:0 3:0 | 22 | 15 | 7  | 52:28 | 37 |
| 4. «Радиотехник» Рига                  | 0:3 1:3 | 3:0 2:3 | 0:3 3:0 |         | 0:3 3:0 | 2:3 3:0 | 3:1 3:2 | 3:1 3:1 | 2:3 3:0 | 3:0 3:1 | 3:0 3:0 | 3:0 3:0 | 22 | 15 | 7  | 52:27 | 37 |
| 5. «Локомотив» Киев                    | 2:3 1:3 | 0:3 1:3 | 0:3 3:2 | 3:0 0:3 |         | 3:1 2:3 | 3:0 3:1 | 3:1 3:0 | 3:1 3:0 | 3:0 3:1 | 3:0 3:1 | 3:0 3:1 | 22 | 15 | 7  | 51:30 | 37 |
| 6. «Динамо» Мос. область               | 0:3 1:3 | 0:3 1:3 | 1:3 1:3 | 3:2 0:3 | 1:3 3:2 |         | 3:2 3:0 | 3:1 2:3 | 3:1 3:1 | 3:0 3:0 | 3:1 3:0 | 3:0 3:1 | 22 | 13 | 9  | 46:40 | 35 |
| 7. «Локомотив» Харьков                 | 0:3 0:3 | 0:3 1:3 | 3:2 0:3 | 1:3 2:3 | 0:3 1:3 | 2:3 0:3 |         | 3:0 2:3 | 3:0 3:0 | 3:1 3:0 | 3:1 3:1 | 3:1 3:1 | 22 | 10 | 12 | 39:43 | 32 |
| 8. «Политехник» Одесса                 | 1:3 0:3 | 0:3 3:2 | 0:3 2:3 | 1:3 1:3 | 1:3 0:3 | 1:3 3:2 | 0:3 3:2 |         | 1:3 3:1 | 1:3 3:2 | 3:1 3:1 | 3:2 3:1 | 22 | 9  | 13 | 36:51 | 31 |
| 9. МВТУ Москва                         | 0:3 1:3 | 2:3 0:3 | 1:3 2:3 | 3:2 0:3 | 1:3 0:3 | 1:3 1:3 | 0:3 0:3 | 3:1 1:3 |         | 2:3 3:1 | 3:1 3:0 | 3:0 1:3 | 22 | 6  | 16 | 30:53 | 28 |
| 10. «Мотор» Минск                      | 0:3 0:3 | 0:3 0:3 | 0:3 0:3 | 0:3 1:3 | 0:3 1:3 | 0:3 0:3 | 1:3 0:3 | 3:1 2:3 | 3:2 1:3 |         | 3:1 1:3 | 3:2 2:3 | 22 | 4  | 18 | 21:60 | 26 |
| 11. «Спартак» Петропавловск-Камчатский | 0:3 0:3 | 0:3 0:3 | 0:3 0:3 | 0:3 0:3 | 0:3 1:3 | 1:3 0:3 | 1:3 1:3 | 1:3 1:3 | 1:3 0:3 | 1:3 3:1 |         | 3:2 3:0 | 22 | 3  | 19 | 16:60 | 25 |
| 12. «Дорожник» Алма-Ата                | 0:3 0:3 | 0:3 0:3 | 0:3 0:3 | 0:3 0:3 | 0:3 1:3 | 0:3 1:3 | 1:3 1:3 | 2:3 1:3 | 0:3 3:1 | 2:3 3:2 | 2:3 0:3 |         | 22 | 2  | 20 | 19:63 | 24 |

Места проведения туров:
- 1 — Киев (декабрь);
- 2 — Минск, Москва (январь);
- 3 — Алма-Ата, Рига (февраль);
- 4 — Харьков (март).

## Первая лига
1. «Уралэнергомаш» Свердловск

2. «Автомобилист» Грозный

3. «Куроапаратура» Вильнюс

4. «Динамо» Ташкент

5. «Калев» Таллин

6. СКА Ростов-на-Дону

7. «Динамо» Ленинград

8. «Спартак» Львов

9. Команда Кишинёва

10. «Промстрой» Гомель

11. Команда Баку

12. «Труд» Шевченко

13. «Спартак» Тбилиси

14. «Хосилот» Душанбе

15. «Захмет» Ашхабад

16. АрмСХТ Ереван.

«Мотор» (Минск) вновь не сумел закрепиться в I группе. Его место займёт «Уралэнергомаш» из Свердловска.

## Составы
ЦСКА (Москва): Константин Бурякин, Валерий Волошко, Н. Горох, А. Калинин, Владимир Кондра, Д. Кошелев, Вильяр Лоор, А. Лучкин, А. Максименко, Олег Молибога, Д. Павлов, О. Павлович, Г. Петровцев, Анатолий Полищук, Александр Савин, Александр Сапега, Александр Сороколет, Юрий Старунский, Владимир Уланов, Александр Чёрный, В. Чиркунов, Г. Шепетин. Старший тренер — Юрий Чесноков (Валерий Клигер), тренеры — Александр Остапченко.
 «Автомобилист» (Ленинград): А. Балашов, Фёдор Барчуков, Иван Брыков, А. Горбачёв, С. Горбачёв, Сергей Грибов, А. Дедов, Альберт Дилленбург, Владимир Дорохов, Александр Ермилов, С. Ефимов, Вячеслав Зайцев, М. Капралов, А. Кононов, И. Корольков, Юрий Кузнецов, Н. Лисицын, Е. Лунев, П. Пчёлкин, В. Ребров, Александр Сапрыкин, А. Титов, Сергей Федяев, Сергей Хлобыстов, Александр Хохлов. Старший тренер — Вячеслав Платонов, тренеры — Григорий Кибальниченко, Зиновий Чёрный.
 «Звезда» (Ворошиловград): Константин Бочаров, И. Васильченко, П. Гайдащук, А. Демьянов, В. Золотарёв, Борис Ивлев, С. Каширов, К. Ковалёв, Ю. Кравченко, Валерий Кривов, В. Ладатко, Фёдор Лащёнов, Станислав Маценко, А. Мителлаев, К. Недобега, Василий Нечай, В. Причепа, Александр Проценко, Михаил Раздабара, Б. Ткаченко, Г. Ткаченко, В.Украинский, В. Фролов, Валерий Халецкий, Николай Хорунжий, В. Шустов. Старший тренер — Евгений Северов.
4 «Радиотехник» Рига: Я. Аболтиньш, Р. Алкснис, Сергей Антипин, Олег Антропов, В. Астафьев, А. Белевич, С. Буча, Юрий Девейкус, Ф. Иванов, Д. Калниньш, А. Калькис, Борис Колчин, И. Куракин, Юрис Мелнис, И. Наглис, А. Нелсонс, Михаил Россов, В. Рубен, Александр Рябов, А. Рябков, Павел Селиванов, А. Удрис, И. Яригин. Старший тренер — Геннадий Паршин, тренер — Валдис Ларионовс.
5 «Локомотив» Киев: Сергей Алексеев, Павел Воронков, Василий Гаращенко, Станислав Гура, Александр Гутор, Анатолий Доля, Андрей Иванов, В. Калеушко, И. Карпенко, Александр Картузов, Сергей Козлюк, Г. Кондаков, Г. Королёв, С. Лузин, А. Окис, Юрий Панченко, И. Романенко, Юрий Садовский, А. Тодоров, Ю. Унку, В. Федоренко, О. Шевченко, С. Яковлев, Александр Ятковский. Старший тренер — Борис Терещук, тренеры — М. Овсянкин, Мирон Панич.
6 «Динамо» Московская область: И. Андриенко, В. Афонин, С. Бобков, Олег Булыкин, Александр Гаевский, И. Гарифулин, Валерий Гергелюк, А. Горбунов, А. Дива, А. Иванов, В. Иванов, С. Иванов, Владимир Корнеев, В. Кулешов, В. Медведев, А. Найдёнов, О. Павлов, А. Платонов, С. Пожалов, Валерий Сяков, А. Тучин, Александр Чачин, Владимир Шкурихин, П. Щукин. Старший тренер — Юрий Фураев, тренеры — В. Королёв, Виктор Радин.
7 «Локомотив» Харьков: Сергей Абрамов, С. Болбат, Олег Венгеровский, О. Гутник, Александр Дьяченко, С. Ермаков, А. Ковригин, Н. Костюк, Анатолий Крят, Сергей Лазуркин, Николай Лопин, Я. Маргулис, Сергей Орда, Николай Падалка, В. Пузиков, И. Рябченко, Алексей Свистун, Г. Стадник, С. Фёдоров, Пётр Чухраев. Старший тренер — Леонид Лихно, тренер — Юрий Голубничий.
8 «Политехник» Одесса: Виктор Алёшин, Евгений Бородаенко, С. Гамаюков, И. Гринчак, Е. Калмыков, А. Кисилёв, Н. Логвиненко, А. Нахабин, О. Павлюк, Борис Перлов, О. Петроченко, Владимир Полтавский, В. Пушновский, А. Роботенко, С. Рядых, Ю. Силкин, А. Скибинских, Олег Смугилёв, В. Черкасов, А. Юдицкий, Ю. Южков. Старший тренер — Виктор Михальчук.
9 МВТУ Москва: И. Белоусов, А. Бедняков, Александр Бурилин, А. Дёмин, В. Дрёмин, И. Иванов, А. Кулаков, В. Лихачёв, В. Лобков, Ю. Мазур, И. Макаров, Ю. Михалёв, С. Молчанов, Юрий Нечушкин, В. Пехтерев, А. Сафонов, А. Селезнёв, А. Сизов, Л. Федосенко, С. Цветинский, Владимир Чернышёв, Е. Шумов, Ю. Щемелинов, П. Якушев. Старший тренер — Важа Качарава, тренер — Александр Папин.
10 «Мотор» Минск: О. Василенко, А. Герасимов, И. Геруцкий, Виктор Гончаров, Е. Григорьев, С. Данилов, И. Кожемяко, А. Котлер, В. Лабетко, В. Лоскот, А. Мишин, В. Романович, В. Саликов, Г. Сафронов, Александр Сингаевский, А. Смолянец, В. Фандо, С. Хилько, И. Ширяев, И. Шульгич, А. Щербаченя, В. Юдчиц, Д. Янук. Старший тренер — В. Бродский, тренер — А. Ермолов.
11 «Спартак» Петропавловск-Камчатский: С. Герасименко, В. Грин, А. Данилов, А. Делакторский, Олег Запорожец, Н. Зиновьев, Владимир Лазученко, Николай Ластовец, В. Литвин, О. Любомский, А. Натекин, Павел Носков, Р. Панюта, В. Пестун, С. Полежаев, Виталий Салин, Е. Солоутин, М. Тищенко, П. Ткачёв, И. Турпак, Е. Филатов, С. Якунин. Старший тренер — Михаил Корневский, тренеры — В. Волков, А. Чернышёв.
12 «Дорожник» Алма-Ата: Б. Бычковский, А. Волков, Б. Джарылкапов, С. Иманбаев, Вадим Кулаков, И. Никольский, А. Орлов, Н. Перевертов, Игорь Пильников, Н. Рогозин, О. Романенко, Л. Савченко, Н. Сапунов, А. Сартисон, Н. Серебренников, В. Сидоров, А. Тарасов, Геннадий Фимушкин, В. Фисенко, А. Хаустов, Вячеслав Шапран, В. Шкуропатов, А. Шлегель, В. Шрайнер, Владимир Юдаков. Старший тренер — Жанбек Саурамбаев, тренер — Вячеслав Шапран.

## Список 24 лучших волейболистов СССР
Сергей Антипин («Радиотехник» Рига); 
Павел Воронков («Локомотив» Киев);
Валерий Гергелюк («Динамо» Московская область); 
Юрий Девейкус («Радиотехник» Рига);
Владимир Дорохов («Автомобилист» Ленинград);
Александр Ермилов («Автомобилист» Ленинград);
Вячеслав Зайцев («Автомобилист» Ленинград);
Владимир Кондра (ЦСКА Москва);
Валерий Кривов («Звезда» Ворошиловград); 
Юрий Кузнецов («Автомобилист» Ленинград); 
Фёдор Лащёнов («Звезда» Ворошиловград); 
Вильяр Лоор (ЦСКА Москва);
Олег Молибога (ЦСКА Москва); 
Юрий Панченко («Локомотив» Киев); 
Анатолий Полищук (ЦСКА Москва);
Михаил Россов («Радиотехник» Рига);
Александр Савин (ЦСКА Москва); 
Александр Сапрыкин («Автомобилист» Ленинград);
Павел Селиванов («Радиотехник» Рига);
Юрий Старунский (ЦСКА Москва);
В. Украинский («Звезда» Ворошиловград); 
Николай Хорунжий («Звезда» Ворошиловград); 
Владимир Чернышёв (МВТУ Москва);
Владимир Шкурихин («Динамо» Московская область).